# Longnes, Sarthe
Longnes là một xã thuộc tỉnh Sarthe trong vùng Pays-de-la-Loire tây bắc nước Pháp. Xã này có diện tích 6,5 km2, dân số năm 2006 là 341 người.